# Surtainville
Surtainville – miejscowość i gmina we Francji, w regionie Normandia, w departamencie Manche.
Według danych na rok 1990 gminę zamieszkiwało 977 osób, a gęstość zaludnienia wynosiła 67 osób/km² (wśród 1815 gmin Dolnej Normandii Surtainville plasuje się na 232. miejscu pod względem liczby ludności, natomiast pod względem powierzchni na miejscu 255.).